# Jack Daniel
Pour les articles homonymes, voir Daniel.
Ne doit pas être confondu avec Jack Daniels.
Jasper Newton Daniel, dit Jack Daniel, né le 5 septembre 1846 à 
Lynchburg et mort dans cette même ville le 10 octobre 1911, est un distillateur américain et le fondateur de la distillerie de Tennessee whiskey Jack Daniel's.

## Biographie
Jack Daniel a appris la distillation auprès d'un ami de son oncle, Dan Call, et de son maître distillateur Nearis Green, un esclave afro-américain de Dan Call.
C'est en 1866 que Jack Daniel effectue une demande auprès du gouvernement des États-Unis afin d'enregistrer officiellement sa distillerie.
Après plusieurs semaines d'attente, il reçoit dans sa boîte aux lettres le certificat l'autorisant à distiller, faisant ainsi de sa distillerie la première enregistrée aux États-Unis.

### Décès
Une légende - sans fondement historique - raconte qu'un jour où il ne réussit pas à se souvenir de la combinaison du coffre de son entreprise, il s'énerve et donne un violent coup de pied. Il se casse le gros orteil, puis la blessure s'infecte. Développant une infection générale (septicémie) grave de l'organisme par des germes pathogènes, il ne s'en remet pas.